# BEST 1 (민해경의 음반)
BEST 1은 대한민국의 가수 민해경의 1987년 발매한 두 번째 베스트앨범이며, 7집 앨범에 수록된 곡들이 대부분 CD에 실렸으며, 강인원이 프로듀서로 참여한 앨범이다.

## 앨범의 특징
민해경 앨범 중 최초로 CD 출반이 되었으며, 국내가수 1호로  기존 LP와 CD로 동시 출시가 되었다. CD 쟈켓은 6집과 7집 사진으로 꾸며져 있다. 주로 5,6,7집(A버전) 수록곡이 대부분.
7,80년대에는 음반 마지막 트랙에 건전가요를 넣는데, CD로 출반된 이 음반도 예외는 아니었다. 히든트랙으로 너와 내가가 삽입되어 있다.

## 트랙 리스트
| #   | 제목                                        | 작사   | 작곡   | 편곡 | 재생 시간 |
| --- | ------------------------------------------- | ------ | ------ | ---- | --------- |
| 1.  | 〈사랑의 표현〉                             | 강인원 | 강인원 | 4:38 |           |
| 2.  | 〈성숙〉                                    | 김미선 | 강인원 | 4:22 |           |
| 3.  | 〈내 마음 당신 곁으로〉                     | 김기표 | 김기표 | 3:50 |           |
| 4.  | 〈사랑은 이제 그만〉                        | 이세건 | 이세건 | 3:50 |           |
| 5.  | 〈그건 소문〉                               | 이세건 | 이세건 | 4:10 |           |
| 6.  | 〈도꾜에 내리는 비〉                        | 민해경 | 이세건 | 3:32 |           |
| 7.  | 〈어느 소녀의 사랑이야기〉                  | 박건호 | 이범희 | 3:30 |           |
| 8.  | 〈당신의 女人〉                             | 박지훈 | 이세건 | 3:10 |           |
| 9.  | 〈그 언제 오려나〉                          | 박건호 | 이범희 | 3:30 |           |
| 10. | 〈사랑할 때와 혼자일 때〉                   | 이세건 | 이세건 | 3:50 |           |
| 11. | 〈거짓이었나〉                              | 박지훈 | 이세건 | 3:14 |           |
| 12. | 〈사랑이여 불꽃이여〉                       | 박지훈 | 이세건 | 3:10 |           |
| 13. | 〈제가 먼저 사랑할래요 (duet with 강인원)〉 | 강인원 | 강인원 | 3:56 |           |
| 14. | 〈여자의 詩〉                               | 박지훈 | 이세건 | 3:20 |           |
| 15. | 〈J에게〉                                   | 이세건 | 이세건 | 3:50 |           |

## 같이 보기
- 민해경 디스코그래피